# Claude Sicre
Claude Sicre alias « docteur Cachou », né le 2 septembre 1947 à Toulouse en France, est un musicien et un chanteur occitan, membre du groupe les Fabulous Trobadors, spécialiste des musiques traditionnelles occitanes. Il se définit comme un « ingénieur en folklore de rue, ».

## Biographie
Claude Sicre, fils d'un typographe à La Dépêche du Midi, a grandi dans le quartier des Minimes à Toulouse où il est né. À sept ans, il découvre le rocker américain Bill Haley. Par la suite, c'est le blues qui le séduit le plus. Passionné par les romans policiers qu'il a commencé à lire très tôt, il se retrouve après une licence de philosophie, employé en 1976 chez l'éditeur parisien Gallimard, très précisément pour la célèbre collection de la Série noire. Mais c'est vers la musique qu'il orientera sa carrière, musique qui ne l'intéresse que comme la manifestation d'une culture ancienne, comme une tradition.
À Paris, il découvre le mouvement occitan (renouveau de la culture du pays d'Oc) et de retour à Toulouse, il crée un groupe en 1977, Riga Raga (avec Luc Charles-Dominique, Olivier Laurent et Renat Jurié), avec lequel il publie un disque folk et freak, musica nòstra, musica occitana del pòble (1979) qui puise allègrement dans le patrimoine occitan pour le bouleverser vers des détours hallucinés, comiques, imprévus qui répondent fortement à la musique de Frank Zappa, notamment parce qu'ils refusent tout binarisme entre culture populaire et culture savante. De la tradition des troubadours de cette région, Claude Sicre retient la tenson, sorte de « joutes poétiques à deux, question-réponse » comme il le précise lui-même. En 1982, il découvre une autre forme d'expression musicale avec les emboladores, chanteurs-improvisateurs du Nordeste brésilien s'accompagnant de tambourins pour la rythmique.
En 2005, il est à l'origine de nombreux textes chantés par les artistes du label Tôt ou tard sur le double album du même nom. Il est ainsi interprété notamment par Bombes 2 bal (dont fait partie sa fille Flore), Mathieu Boogaerts, J.P. Nataf, Bumcello ou encore les Têtes Raides.
Trop sollicité et aspirant à plus de tranquillité, Claude Sicre décide en 2010 de vivre à Saint-Antonin-Noble-Val.
En 2020, il cosigne l'écriture de la chanson Rockstars du Moyen Âge de Francis Cabrel – qui déclare que sa rencontre avec Claude Sicre a été « décisive » et l'« élément déclencheur » pour pouvoir terminer son album – parue sur l'album À l'aube revenant,. En 2023, Cabrel lui dédie une chanson, en forme d'hommage à Toulouse, intitulée Un morceau de Sicre.

## Fabulous Trobadors et association musicale
Ses nombreuses activités, de l'écriture en tout genre en passant par le Comité d'organisation du Carnaval de Toulouse, Claude Sicre les gère à travers le prisme de la culture, indispensable selon lui à l'affirmation de sa qualité de citoyen. En 1986, il enregistre un album artisanal avec son ami Daniel Loddo, Batestas e cantarias. À cette occasion, il rencontre Jean-Marc Enjalbert dit Ange B. (Bofarèu) qui va devenir le second membre des Fabulous Trobadors. Plus jeune que Claude Sicre, il est passionné de hip-hop et anime quelquefois des émissions radio. Ange B. est surtout un spécialiste des bruits de bouche, un human beatbox, reproduisant à merveille les sons des instruments de musique. S'il s'est essoufflé dans plusieurs petits groupes éphémères de jazz, sa rencontre avec Claude Sicre est déterminante. Chacun des deux artistes trouve en l'autre le complément artistique pour une aventure particulière et riche, celle des Fabulous Trobadors fondé en 1987.
Ils se font connaître à partir de 1991 dans les animations de quartier, comme celui de quartier Arnaud-Bernard à Toulouse où Claude Sicre s'active depuis vingt ans, les manifestations culturelles de tout ordre, carnavals, rassemblements, repas de quartier etc. là où on a besoin de musiciens,. Mais leur notoriété se trouve grandie quand ils passent à l'écriture de chansons en français et non plus forcément en occitan. La rencontre avec d'autres musiciens « anti-centralistes » (contre le monopole parisien en matière culturelle), d'Uzeste Bernard Lubat et de Marseille le Massilia Sound System va contribuer à amorcer un virage vers le succès. En effet, les chanteurs de reggae phocéens dirigent le label Roker Promocion et vont produire l'album des Fabulous Trobadors qui sort en avril 1992, tandis que le festival d'Uzeste leur offre un champ de débat où aiguiser leurs idées et multiplier les expérimentations.
Attaché à la pensée de Félix Castan, Claude Sicre défend le concept de la Ligne Imaginot tracée par l'écrivain occitan notamment en étant l'un des animateurs du Forom des langues du monde qui se tient à Toulouse depuis 1993.

## Ouvrages
- Frères de la vertu : doux et humbles de cœur, avec Bartolomé Bennassar, éditions Cepadues, coll. « Clin d'œil », Toulouse, 1978
- Les Danses dans la tradition populaire du Lauragais, 1890-1950, avec Xavier Vidal, Conservatoire occitan des arts et traditions populaires, 1983
- Carnaval à Toulouse, éditions Loubatières, Toulouse, 1984  (ISBN 2-86266-010-8)
- Un adieu à la chair, éditions Institut d'estudis occitans, 1987
- Vive l'Américke !, blue paysans, jeux poétiques primitifs et chants électroniques du sud languedocien, préf. Théodore Zeldin, éditions Publisud, coll. « Les Pierres du temps », Montauban, 1988  (ISBN 2-86600-346-2)
- High Tençon, éditions Syllepse, 2000  (ISBN 2-913165-29-X)
- Notre Occitanie avec Hervé Di Rosa, éditions Anagraphis, 2020  (ISBN 9782902302949)